# Kazimierz Czyżowski

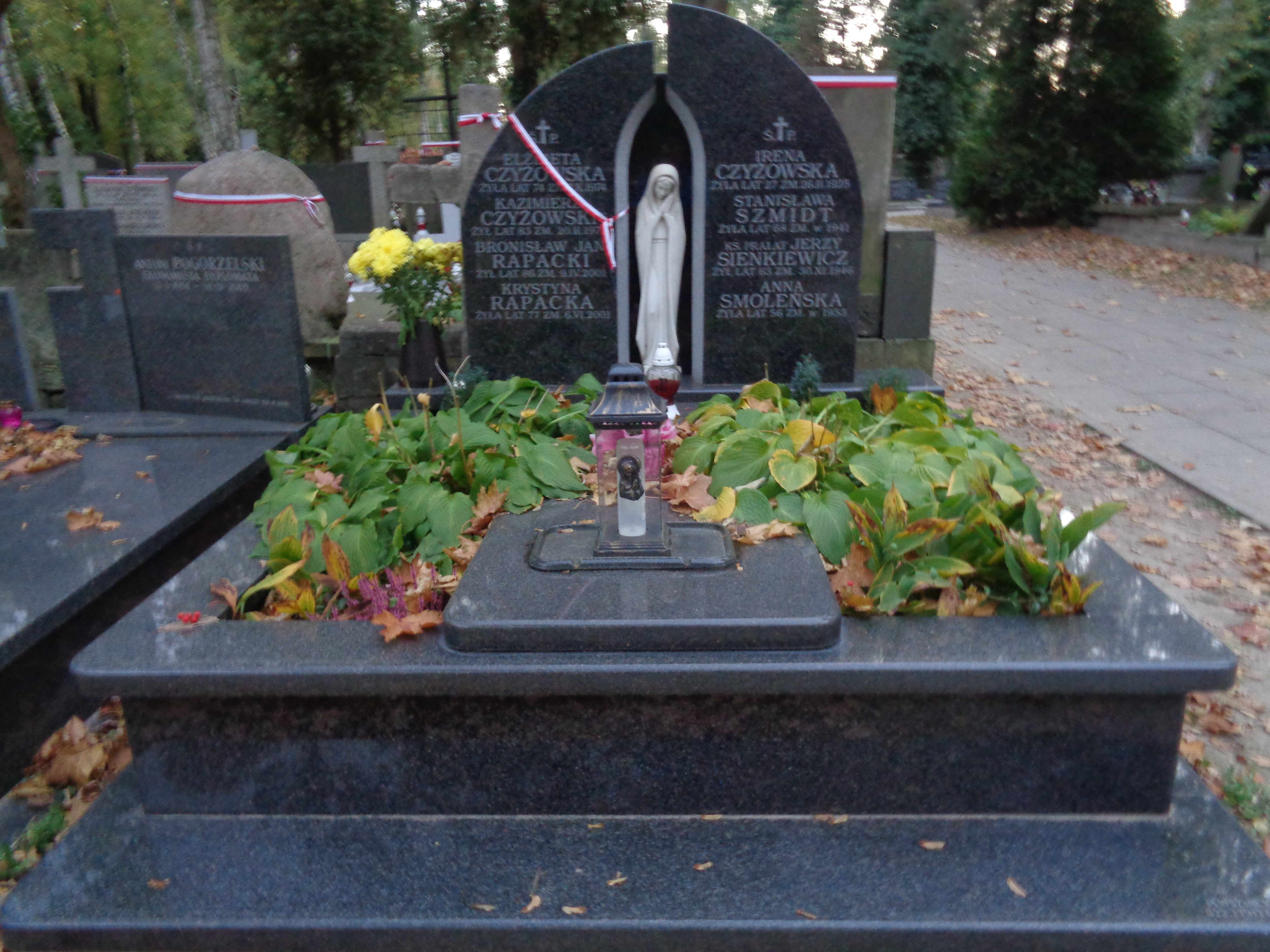
Grób Kazimierza Czyżowskiego na Cmentarzu Wojskowym na Powązkach

Kazimierz Andrzej Czyżowski, ps. „Adam Kotowski” (ur. 28 lutego 1894 w Niżniowie, zm. 20 lutego 1977 w Warszawie) – porucznik piechoty Wojska Polskiego, poeta, publicysta, dramatopisarz, a także działacz polityczny, poseł na Sejm Ustawodawczy (1947–1952).

## Życiorys
Urodził się 28 lutego 1894 w Niżniowie, w ówczesnym powiecie tłumackim Królestwa Galicji i Lodomerii, w rodzinie Feliksa i Olgi z Irodenków . Po ukończeniu szkoły średniej kształcił się na Wydziale Filozoficznym Uniwersytetu Jagiellońskiego oraz Szkole Nauk Politycznych w Warszawie.
W latach 1914–1921 służył w Legionach Polskich, Polskiej Organizacji Wojskowej oraz Wojsku Polskim. 8 stycznia 1924 został zatwierdzony w stopniu porucznika ze starszeństwem z 1 czerwca 1919 i 1131. lokatą w korpusie oficerów rezerwy piechoty. Posiadał przydział w rezerwie do 44 Pułku Piechoty w Równem.
Po demobilizacji i ukończeniu studiów poświęcił się działalności literackiej. Był autorem powieści, dramatów, komedii i bajek. Tworzył literaturę dla dzieci i młodzieży, np. Biała panienka i jej dwunastu żołnierzy, powieści przygodowe z elementami science fiction: cykl o Jimie (Jim lotnik, Jim żeglarz) i Maćku czy Napowietrzni ludzie. Jego dramaty to m.in. Lipsk, Ostatni bal, Pochód i Ulica dziwna – dramat w trzech aktach. Jest autorem hymnu polskich spółdzielców Oto nas staje wolna gromada, napisanego w 1925. Był członkiem Związku Literatów Polskich.
W czasie II wojny światowej walczył w Służbie Zwycięstwu Polski, Związku Walki Zbrojnej oraz Armii Krajowej. W latach 1940–1942 więziony przez Niemców na Mokotowie, później ukrywał się w Stobiecku Szlacheckim w powiecie Radomsko. Po zakończeniu wojny pełnił obowiązki przewodniczącego Prezydium Miejskiej Rady Narodowej Piotrkowa. Działał w spółdzielczości oraz Stronnictwie Demokratycznym. W 1947 z jego ramienia został posłem na Sejm Ustawodawczy w okręgu Piotrków. Należał do Komisji Przemysłowej. Sprawował funkcję szefa struktur partyjnych w Piotrkowie.
Po odejściu z pracy parlamentarnej związany ze spółdzielczością. W 1960 przeszedł na rentę.
Został pochowany na cmentarzu Wojskowym na Powązkach (kwatera 22A-1-29/30).

## Wybrane publikacje
- Ulica Dziwna: dramat w 3 aktach, Vita Nuova, Warszawa 1922.
- Uczta kochanków: powieść, Warszawa–Kraków 1924.
- Przygody małego Eskimosa: powieść, Warszawa 1926.
- Mały Ziuk: jak Marszałek Piłsudski był małym chłopakiem: bajka dla dzieci (okł. i rys. Kamil Mackiewicz), Związek Strzelecki, Warszawa 1937.
- Zawalidroga: komedia w 3 aktach, Warszawa 1965.

## Ordery i odznaczenia
- Krzyż Niepodległości (17 września 1932)[10]
- Krzyż Oficerski Orderu Odrodzenia Polski
- Krzyż Walecznych (czterokrotnie, po raz pierwszy za służbę w POW w b. zaborze austriackim i b. okupacji austriackiej[11])
- Złoty Krzyż Zasługi z Mieczami
- Złoty Krzyż Zasługi (15 lutego 1946)[12]